# 陸軍大学校 (フランス)

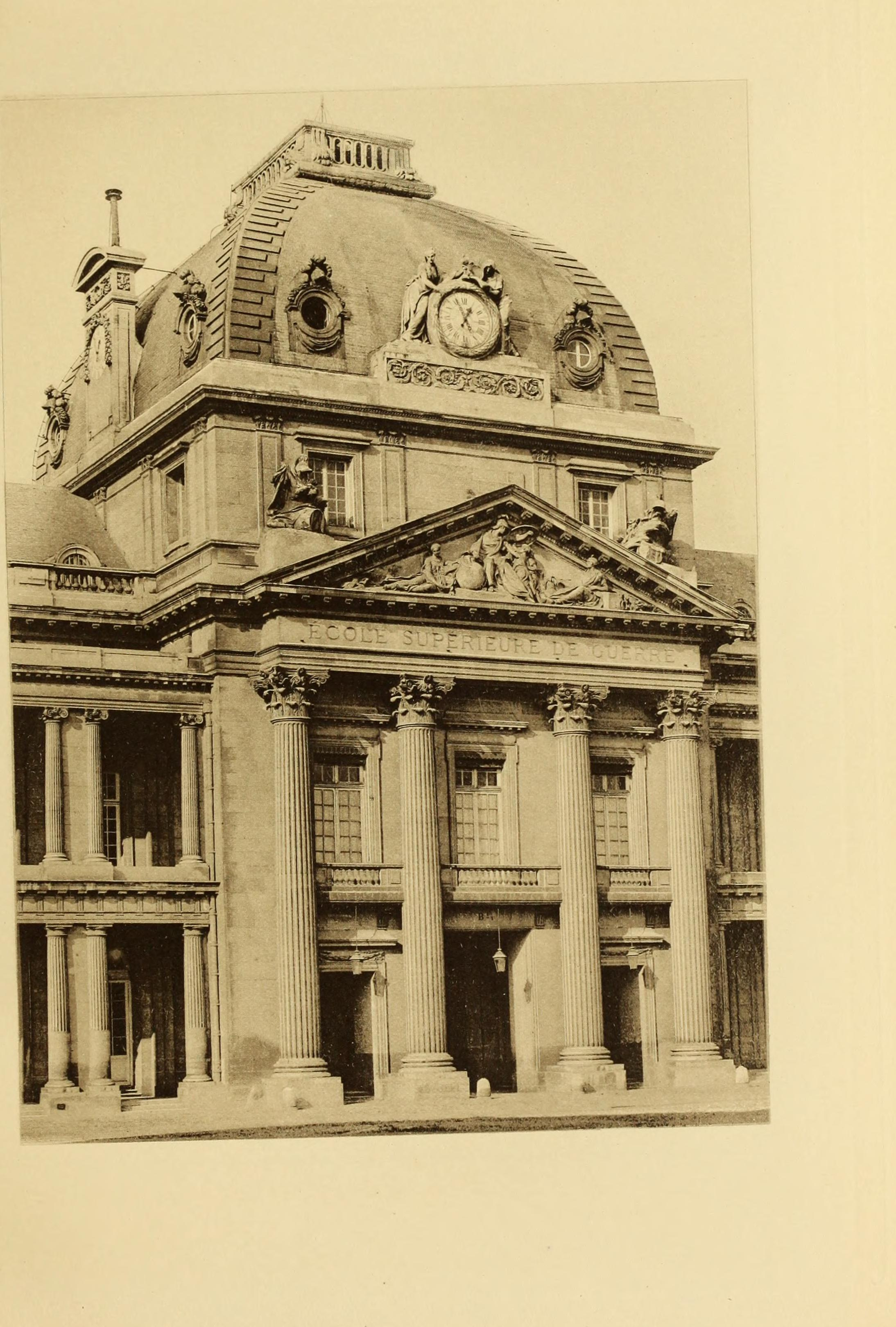
陸軍大学校（1900年）

陸軍大学校（りくぐんだいがくこう、フランス語: École supérieure de guerre〈エコール・シュペリウール・ド・ゲール〉、直訳: 高等陸軍学校・高等戦争学校、略称: ESG）は、かつて存在したフランス陸軍の最高学府。現在のエコール・ド・ゲールに相当する。陸軍大学とも。

## 沿革
- 1876年 - 設立、仮校舎オテル・デ・ザンヴァリッド
- 1880年 - エコール・ミリテールに校舎移転
- 1993年 - 廃止

## 日本人出身者
出典。「inconnu」は某の意。
- HARADA T. 10期
- 閑院宮載仁親王 KAN’IN Kotohito 16期
- 渡邊満太郎? MANTARO Watanabe 25期
- 白井二郎? SHIRAI inconnu 27期
- 津野田是重? TSUNODA inconnu 28期
- ANDO inconnu 32期
- 梨本宮守正王 NASHIMOTO Morimasa 32期
- HIGUCI inconnu 34期
- 井関正方? MASAKATA Iseki 40期
- 中島今朝吾 NAKASHIMA Kisago 40期
- 笠井平十郎? KASAI Heijuro 41期
- KOUNO Seiichi 41期
- 森五六 MORI inconnu 41期
- 東久邇宮稔彦王 HIGASHIKUNI Naruhiko 42期
- MIZOGUSHI inconnu 42期
- 下村定 SHIMOMURA Sadamu 42期
- 吉本貞一? YOSHIMOTO inconnu 42期
- 中島鉄蔵? NAKASHIMA inconnu 44期
- 菰田康一 KOMODA Koichi 45期
- 澄田らい四郎 SUMIDA Raishiro 47期
- 遠藤三郎 ENDO inconnu 49期
- 稲田正純 INADA Masazumi 52期
- 山田国太郎? KUNITARO Yamada 54期
- KASHIWAGI Akira 79期
- 前川清 MAEKAWA Kioyoshi 84期